# Juan Van Deventer
Juan Van Deventer (ur. 26 marca 1983) – południowoafrykański lekkoatleta, średniodystansowiec.

## Osiągnięcia
- brązowy medal mistrzostw Afryki (bieg na 1500 m, Addis Abeba 2008)
- 6. miejsce podczas igrzysk olimpijskich (bieg na 1500 m, Pekin 2008)
- 6. miejsce podczas halowych mistrzostw świata (Doha 2010)

## Rekordy życiowe
- bieg na 1500 m – 3:34,30 (2009)
- bieg na milę – 3:51,31 (2008)
- bieg na 3000 m – 7:41,06 (2008) rekord RPA
- bieg na 1500 m (hala) – 3:36,96 (2010) były rekord RPA
- bieg na 3000 m (hala) – 7:49,91 (2010) były rekord RPA